# Батардо Петропавловской крепости
Батардо (ботардо, от фр. batardeau) — памятник архитектуры, четыре сохранившихся защитных укрепления Петропавловской крепости. Расположены в Санкт-Петербурге у шпицов Трубецкого, Государева, Меншикова, Зотова бастионов.
Система батардо, соединяющая главный вал с равелинами по береговой линии, была создана в 1730-е годы по проекту Б.-Х. Миниха. Благодаря батардо во рвах и канале крепости поддерживался необходимый уровень воды, а корабли врага не могли попасть внутрь. Надводная часть изначально была сложена из тёсаного плитного камня, под водой каждой плотины было двое полуциркульных водяных ворот.
Круглые башенки двух южных батардо в 1787 году облицевали гранитом, вместо деревянных палисадов установили чугунные. Башенки батардо у Зотова и Меншикова бастионов облицевали «лещадной плитой» в 1794 году.
При строительстве Троицкого моста в 1889-1892 годах крепостной канал был засыпан, решётки батардо сняты, чтобы можно было проложить шоссе; башенки и решётка позднее были восстановлены.